# Incidenti aerei in Italia
| Descrizione                                                                                         | Nazionalità    | Data         | Anno | Vittime | Località                                                               | Note |
| --------------------------------------------------------------------------------------------------- | -------------- | ------------ | ---- | ------- | ---------------------------------------------------------------------- | --- |
| Ultraleggero caduto ad Azzano Mella                                                                 | Italia         | 22 luglio    | 2025 | 2       | Azzano Mella (Brescia)                                                 | [ 1 ] |
| Ultraleggero caduto in Liguria                                                                      | Italia         | 2 aprile     | 2025 | 2       | Isola di Cantone (Genova)                                              | |
| Elicottero caduto a Noceto                                                                          | Italia         | 5 febbraio   | 2025 | 3       | Noceto (Parma)                                                         | [ 2 ] |
| Biposto caduto sugli appennini                                                                      | Italia         | 17 settembre | 2024 | 3       | Fivizzano (Massa-Carrara)                                              | [ 3 ] |
| Ultraleggero caduto a Terni                                                                         | Italia         | 22 agosto    | 2024 | 2       | Terni                                                                  | [ 4 ] |
| Elicottero cade al confine tra Toscana e Liguria                                                    | Italia         | 27 ottobre   | 2023 | 1       | Fontia (Carrara)                                                       | [ 5 ] |
| Incidente dell'Aermacchi MB-339 della Pattuglia Acrobatica Nazionale del 2023                       | Italia         | 16 settembre | 2023 | 1       | Caselle Torinese                                                       | [ 6 ] |
| Ultraleggero precipitato a Lusevera                                                                 | Italia         | 29 aprile    | 2023 | 2       | Lusevera                                                               | [ 7 ] |
| Scontro tra due aerei militari a Guidonia                                                           | Italia         | 7 marzo      | 2023 | 2       | Guidonia Montecelio                                                    | [ 8 ] |
| Eurofighter precipitato nel Trapanese                                                               | Italia         | 13 dicembre  | 2022 | 1       | Foce del fiume Birgi                                                   | [ 9 ] |
| Elicottero precipitato a Castelpagano                                                               | Italia         | 5 novembre   | 2022 | 7       | Apricena (Foggia)                                                      | [ 10 ] [ 11 ] |
| Canadair 28 caduto a Linguaglossa                                                                   | Italia         | 27 ottobre   | 2022 | 2       | Monte Calcinera (809 m) sull'Etna, Linguaglossa / Valle dell'Alcantara | [ 12 ] [ 13 ] |
| Ultraleggero caduto a Curtatone                                                                     | Italia         | 2 ottobre    | 2022 | 1       | Curtatone                                                              | [ 14 ] |
| Elicottero caduto in Valtellina                                                                     | Italia         | 10 agosto    | 2022 | 1       | Albosaggia                                                             | [ 15 ] |
| Elicottero caduto sul Monte Cusna                                                                   | Italia         | 9 giugno     | 2022 | 7       | Monte Cusna                                                            | [ 16 ] |
| Collisione tra ultraleggeri a Trani                                                                 | Italia         | 21 maggio    | 2022 | 2       | Trani                                                                  | [ 17 ] |
| M-346 precipitato sul Monte Legnone                                                                 | Italia         | 16 marzo     | 2022 | 1       | Monte Legnone                                                          | [ 18 ] |
| Ultraleggero caduto ad Albareto                                                                     | Italia         | 20 dicembre  | 2021 | 1       | Albareto (Modena)                                                      | [ 19 ] |
| Incidente aereo di San Donato Milanese                                                              | Italia         | 3 ottobre    | 2021 | 8       | San Donato Milanese                                                    | [ 20 ] |
| Ultraleggero caduto all'aeroporto "Gino Allegri" di Padova                                          | Italia         | 19 giugno    | 2021 | 1       | Padova                                                                 | [ 21 ] |
| Pilatus PC-6 caduto nel Ravennate                                                                   | Italia         | 14 maggio    | 2021 | 2       | Ravenna                                                                | [ 22 ] |
| Incidente aereo di Cremona                                                                          | Italia         | 20 settembre | 2020 | 2       | Cremona                                                                | [ 23 ] |
| Incidente aereo di Nettuno                                                                          | Italia         | 31 maggio    | 2020 | 2       | Nettuno                                                                | [ 24 ] |
| Aereo caduto nel Tevere                                                                             | Italia         | 25 maggio    | 2020 | 1       | Roma                                                                   | [ 25 ] |
| Incidente aereo di Malacappa                                                                        | Italia         | 11 febbraio  | 2020 | 1       | Argelato                                                               | [ 26 ] |
| Incidente aereo di Pegognaga                                                                        | Italia         | 3 maggio     | 2019 | 1       | Pegognaga                                                              | [ 27 ] |
| Incidente aereo di La Thuile                                                                        | Italia         | 25 gennaio   | 2019 | 7       | La Thuile                                                              | |
| Incidente aereo di Pontinia                                                                         | Italia         | 4 settembre  | 2018 | 2       | Pontinia                                                               | [ 28 ] |
| Incidente aereo di Terracina                                                                        | Italia         | 24 settembre | 2017 | 1       | Terracina                                                              | |
| Incidente aereo di Campo Felice                                                                     | Italia         | 24 gennaio   | 2017 | 6       | Lucoli                                                                 | |
| Incidente aereo di Cecina                                                                           | Italia         | 11 giugno    | 2016 | 2       | Cecina                                                                 | [ 29 ] |
| Convertiplano sperimentale AW609 caduto nel Vercellese                                              | Italia         | 30 ottobre   | 2015 | 2       | Tronzano                                                               | [ 30 ] |
| Incidente aereo del Lido di Venezia (D-EYKS)                                                        | Italia         | 21 settembre | 2014 | 1       | Venezia                                                                | [ 31 ] |
| Incidente di Ascoli                                                                                 | Italia         | 19 agosto    | 2014 | 4       | Venarotta                                                              | [ 32 ] |
| F16 USAF caduto nel Mare Adriatico                                                                  | Stati Uniti    | 28 gennaio   | 2013 | 1       | Mare Adriatico, al largo di Cervia                                     | [ 33 ] |
| Volo Rossi Aerofotogrammetria Brescia-Roma                                                          | Italia         | 7 settembre  | 2012 | 2       | Castel di Leva                                                         | |
| Incidente del Lockheed C-130 Aeronautica Militare del 2009                                          | Italia         | 23 novembre  | 2009 | 5       | Le Rene-Coltano (frazione di Pisa)                                     | [ 34 ] |
| Volo Air One Executive Roma-Bologna                                                                 | Italia         | 7 febbraio   | 2009 | 2       | Trigoria                                                               | [ 35 ] |
| Ultraleggero caduto a Morrovalle                                                                    | Italia         | 31 dicembre  | 2008 | 2       | Morrovalle                                                             | [ 36 ] |
| Volo Marina Militare Italiana (AB212)                                                               | Italia         | 1º luglio    | 2008 | 1       | Grottaglie                                                             | [ 37 ] |
| Elicottero militare caduto nel Lago di Bracciano (AB212)                                            | Italia         | 31 maggio    | 2008 | 1       | Lago di Bracciano                                                      | [ 38 ] |
| Volo SOREM-Protezione civile (I-DPCX)                                                               | Italia         | 23 luglio    | 2007 | 1       | Roccapreturo-Acciano                                                   | [ 39 ] [ 40 ] |
| Volo Air Algérie 2208                                                                               | Algeria        | 13 agosto    | 2006 | 3       | Besurica-Piacenza                                                      | [ 41 ] [ 42 ] |
| Volo Trade Air 729                                                                                  | Croazia        | 30 ottobre   | 2005 | 3       | Bergamo                                                                | [ 43 ] |
| Volo Tuninter 1153                                                                                  | Tunisia        | 6 agosto     | 2005 | 16      | Mar Tirreno-Capo Gallo                                                 | [ 44 ] |
| Volo SOREM-Protezione civile (I-DPCK)                                                               | Italia         | 18 marzo     | 2005 | 2       | Forte dei Marmi                                                        | [ 45 ] |
| Incidente aereo del Monte dei Sette Fratelli                                                        | Austria        | 24 febbraio  | 2004 | 6       | Monte Su Baccu Malu-Cagliari                                           | [ 46 ] |
| Volo Eurojet Italia Milano-Genova                                                                   | Italia         | 1º giugno    | 2003 | 2       | Milano                                                                 | [ 47 ] |
| Incidente aereo al Grattacielo Pirelli                                                              | Svizzera       | 18 aprile    | 2002 | 3       | Milano                                                                 | [ 48 ] |
| Volo Svedijos Prekés 2801                                                                           | Lituania       | 9 marzo      | 2002 | 3       | Monte Rotondo                                                          | [ 49 ] |
| Disastro aereo di Linate                                                                            | Italia         | 8 ottobre    | 2001 | 118     | Aeroporto di Milano-Linate                                             | |
| Volo Avioriprese Jet Executive Napoli-Genova                                                        | Italia         | 24 ottobre   | 1999 | 3       | Golfo di Genova                                                        | [ 50 ] |
| Volo Aeronautica Militare Italiana (Tornado IDS)                                                    | Italia         | 20 agosto    | 1999 | 2       | Porto Empedocle                                                        | [ 51 ] |
| Volo Minerva Airlines 1553                                                                          | Italia         | 25 febbraio  | 1999 | 4       | Aeroporto di Genova-Cristoforo Colombo                                 | [ 52 ] |
| Strage del Cermis                                                                                   | Stati Uniti    | 3 febbraio   | 1998 | 20      | Alpe Cermis, Cavalese                                                  | [ 53 ] |
| Volo addestrativo SIAI-Marchetti S.208                                                              | Italia         | 8 agosto     | 1997 | 1       | Monte Lupone, Cori (Latina)                                            | [ 54 ] |
| Volo Air Littoral 701                                                                               | Francia        | 30 luglio    | 1997 | 1       | Aeroporto di Firenze-Peretola                                          | [ 55 ] |
| Volo Aeronautica Militare Italiana (MB339)-Novara-Genova                                            | Italia         | 17 novembre  | 1997 | 2       | Aeroporto di Genova-Cristoforo Colombo                                 | [ 56 ] |
| Volo Aeroflot 9981                                                                                  | Russia         | 8 ottobre    | 1996 | 4       | San Francesco al Campo                                                 | [ 57 ] |
| Volo SISAM Società Italiana Servizi Aerei Mediterranei (I-CFSU)                                     | Italia         | 30 luglio    | 1996 | 1       | Lago Fanaco                                                            | [ 58 ] |
| Volo Banat Air 166                                                                                  | Romania        | 13 dicembre  | 1995 | 49      | Sommacampagna                                                          | [ 59 ] |
| Volo Aeronautica Militare Italiana (MM6752)                                                         | Italia         | 27 gennaio   | 1994 | 1       | Monte Molinatico                                                       | [ 60 ] |
| Volo Aeronautica Militare Italiana (MM7069)                                                         | Italia         | 18 novembre  | 1993 | 2       | Garessio                                                               | [ 60 ] |
| Volo Aeronautica Militare Italiana (MM61953)                                                        | Italia         | 14 settembre | 1993 | 3       | Aeroporto di Venezia-Tessera                                           | [ 61 ] |
| Volo Aeronautica Militare Italiana (MM62116)                                                        | Italia         | 8 gennaio    | 1992 | 4       | Monte Iavello -Montemurlo                                              | [ 62 ] |
| Volo Aeronautica Militare Italiana (MM62128)                                                        | Italia         | 22 agosto    | 1991 | 4       | Minturno                                                               | [ 63 ] |
| Volo SISAM Società Italiana Servizi Aerei Mediterranei (I-CFSV)                                     | Italia         | 6 agosto     | 1991 | 2       | Piana Crixia                                                           | [ 64 ] |
| Strage dell'Istituto Salvemini                                                                      | Italia         | 6 dicembre   | 1990 | 12      | Casalecchio di Reno                                                    | [ 65 ] |
| Volo Enrico Recchi                                                                                  | Italia         | 21 maggio    | 1989 | 2       | Torino                                                                 | [ 66 ] |
| Volo SISAM Società Italiana Servizi Aerei Mediterranei (I-CFSS)                                     | Italia         | 27 gennaio   | 1989 | 2       | Quiliano                                                               | [ 67 ] |
| Volo Uganda Airlines 775                                                                            | Uganda         | 17 ottobre   | 1988 | 33      | Aeroporto di Roma-Fiumicino                                            | [ 68 ] |
| Incidente di Montagnassa                                                                            | Italia         | 5 dicembre   | 1987 | 2       | Montagnassa (Piossasco)                                                | [ 69 ] |
| Volo Aero Trasporti Italiani 460                                                                    | Italia         | 15 ottobre   | 1987 | 37      | Conca di Crezzo-Lasnigo                                                | [ 70 ] |
| Volo Aeronautica Militare Italiana (MM6710 )                                                        | Italia         | 29 maggio    | 1987 | 1       | Capo Frasca                                                            | [ 71 ] [ 72 ] |
| Volo Aeronautica Militare Italiana (MM62131)                                                        | Italia         | 29 agosto    | 1985 | 4       | Laconi                                                                 | [ 73 ] [ 74 ] |
| Volo Aeronautica Militare Italiana (MM7045)                                                         | Italia         | 26 luglio    | 1984 | 2       | Civitanova del Sannio                                                  | [ 75 ] [ 76 ] |
| Incidente aereo di Sigonella                                                                        | Stati Uniti    | 12 luglio    | 1984 | 9       | Lentini                                                                | [ 77 ] |
| Volo Aeronautica Militare Italiana (MM7032)                                                         | Italia         | 12 giugno    | 1984 | 2       | Asola                                                                  | [ 78 ] |
| Incidente aereo di Mezzolara di Budrio                                                              | Italia         | 29 febbraio  | 1984 | 1       | Mezzolara                                                              | [ 79 ] |
| Incidente aereo nel bosco di Parrana San Martino                                                    | Italia         | 21 novembre  | 1983 | 0       | Livorno                                                                | [ 80 ] |
| Volo Aeronautica Militare Italiana (MM62106)                                                        | Italia         | 10 luglio    | 1982 | 4       | Torsoli                                                                | [ 81 ] |
| Volo Aeronautica Militare Italiana (MM6582)                                                         | Italia         | 3 luglio     | 1982 | 1       | Bionde di Salizzole                                                    | [ 60 ] |
| Volo Aeronautica Militare Italiana (G91)                                                            | Italia         | 25 marzo     | 1982 | 1       | Santa Maria del Monte, Acquaformosa-Lungro                             | |
| Incidente aereo di Castelsilano                                                                     | Italia         | 18 luglio    | 1980 | 1       | Colimiti, Timpa della Magare, Castelsilano                             | |
| Volo Itavia 870                                                                                     | Italia         | 27 giugno    | 1980 | 81      | Mar Tirreno-Ustica                                                     | [ 82 ] |
| Volo Ferruzzi Spa                                                                                   | Italia         | 10 dicembre  | 1979 | 5       | Forlì                                                                  | [ 83 ] |
| Volo Aero Trasporti Italiani 12                                                                     | Italia         | 14 settembre | 1979 | 31      | Capoterra                                                              | [ 84 ] |
| Volo Alitalia 4128                                                                                  | Italia         | 23 dicembre  | 1978 | 108     | Mar Mediterraneo-Aeroporto di Palermo "Falcone e Borsellino"           | [ 85 ] |
| Incidente aereo di Leonessa                                                                         | Italia         | 16 dicembre  | 1978 | 10      | Leonessa                                                               | |
| Volo Maniglia Costruzioni Palermo                                                                   | Italia         | 22 febbraio  | 1978 | 3       | Mar Mediterraneo-Aeroporto di Palermo "Falcone e Borsellino"           | [ 86 ] |
| Volo Ethiopian Airlines Roma                                                                        | Etiopia        | 19 novembre  | 1977 | 5       | Aeroporto di Roma-Fiumicino                                            | [ 87 ] |
| Incidente aereo del monte Serra                                                                     | Italia         | 3 marzo      | 1977 | 44      | Monte Serra                                                            | [ 88 ] |
| Volo Aeronautica Militare Italiana (MM6874)                                                         | Italia         | 3 agosto     | 1976 | 1       | Montescaglioso                                                         | |
| Volo Aeronautica Militare Italiana (MM6526)                                                         | Italia         | 21 giugno    | 1976 | 1       | Loc. Sabbioni-Lendinara                                                | [ 89 ] |
| Volo Aeronautica Militare Italiana (MM6799)                                                         | Italia         | 19 settembre | 1974 | 0       | Matera                                                                 | |
| Volo Itavia 897                                                                                     | Italia         | 1º gennaio   | 1974 | 38      | Torino                                                                 | [ 90 ] |
| Volo Pan American World Airways 110                                                                 | Stati Uniti    | 17 dicembre  | 1973 | 34      | Aeroporto di Roma-Fiumicino                                            | Attentato |
| Volo Aeronautica Militare Italiana (MM61832)                                                        | Italia         | 23 novembre  | 1973 | 4       | Porto Marghera                                                         | [ 92 ] [ 93 ] |
| Volo Aero Trasporti Italiani 327                                                                    | Italia         | 30 ottobre   | 1972 | 27      | Corato                                                                 | [ 94 ] |
| Volo Aero Trasporti Italiani Trieste-Bari                                                           | Italia         | 6 ottobre    | 1972 | 1       | Aeroporto di Trieste-Ronchi dei Legionari                              | Dirottamento |
| Volo Alitalia 112                                                                                   | Italia         | 5 maggio     | 1972 | 115     | Montagna Longa                                                         | [ 96 ] |
| Volo Aero Trasporti Italiani 392                                                                    | Italia         | 16 aprile    | 1972 | 18      | Ardinelli di Amaseno                                                   | [ 97 ] |
| Volo Royal Air Force (XS609)                                                                        | Regno Unito    | 8 aprile     | 1972 | 4       | Aeroporto di Siena-Ampugnano                                           | [ 98 ] |
| Tragedia della Meloria                                                                              | Regno Unito    | 9 novembre   | 1971 | 52      | Secche della Meloria-Livorno                                           | [ 99 ] [ 100 ] [ 101 ] |
| Disastro aereo di Villafranca                                                                       | Italia         | 1 ottobre    | 1971 | 8       | Villafranca di Verona                                                  | |
| Disastro aereo di Montaletto                                                                        | Italia         | 4 novembre   | 1971 | 7       | Montaletto di Cervia                                                   | |
| Volo Aeronautica Militare Italiana (MM52-6018)                                                      | Italia         | 25 aprile    | 1970 | 17      | Aeroporto di Rivolto                                                   | [ 102 ] [ 103 ] |
| Volo Aero Trasporti Italiani Roma-Reggio Calabria                                                   | Italia         | 25 maggio    | 1969 | 1       | Aeroporto di Reggio Calabria                                           | [ 104 ] |
| Volo Alitalia 660                                                                                   | Italia         | 2 agosto     | 1968 | 13      | Monte Vigano di Cuirone-Vergiate                                       | [ 105 ] [ 106 ] |
| Volo King Air D-ILNI, General Air                                                                   | Germania       | 22 settembre | 1967 | 6       | Monte San Bernardo-Comba Gambasca (Sanfront)                           | [ 107 ] [ 108 ] [ 109 ] |
| Volo Aeralpi Venezia-Cortina d'Ampezzo                                                              | Italia         | 11 marzo     | 1967 | 4       | Collina di Colcanin-Vittorio Veneto                                    | [ 110 ] [ 111 ] |
| Volo Belgian International Air Services Bruxelles-Milano                                            | Belgio         | 18 febbraio  | 1966 | 4       | Aeroporto di Milano-Malpensa                                           | [ 112 ] |
| Volo Trans World Airlines 800                                                                       | Stati Uniti    | 23 novembre  | 1964 | 50      | Aeroporto di Roma-Fiumicino                                            | [ 113 ] |
| Volo Aeronautica Militare Italiana (MM52-6036)                                                      | Italia         | 20 aprile    | 1964 | 6       | Aeroporto di Pisa                                                      | [ 114 ] |
| Volo Alitalia 045                                                                                   | Italia         | 28 marzo     | 1964 | 45      | Monte Somma                                                            | [ 115 ] |
| Volo Itavia 703                                                                                     | Italia         | 30 marzo     | 1963 | 8       | Sora-Balsorano                                                         | [ 116 ] |
| Volo Saudi Arabian Government Ginevra-Nizza                                                         | Arabia Saudita | 20 marzo     | 1963 | 18      | Monte Argentera                                                        | [ 117 ] |
| Volo SNAM Catania-Milano                                                                            | Italia         | 27 ottobre   | 1962 | 3       | Bascapè                                                                | [ 118 ] |
| Volo Trans Mediterranean Airways 104                                                                | Libano         | 9 luglio     | 1962 | 6       | Brindisi                                                               | [ 119 ] |
| Volo Società Aerea Mediterranea Khartoum-Roma                                                       | Italia         | 8 marzo      | 1962 | 5       | Monte Velino                                                           | [ 120 ] |
| Volo United States Air Force (43-48139)                                                             | Stati Uniti    | 3 dicembre   | 1961 | 4       | Aviano                                                                 | [ 121 ] |
| Volo Itavia Roma-Genova                                                                             | Italia         | 14 ottobre   | 1960 | 11      | Monte Capanne                                                          | [ 122 ] |
| Volo Deutsche Flugdienst Francoforte-Rimini                                                         | Germania Ovest | 31 luglio    | 1960 | 1       | Rimini                                                                 | [ 123 ] |
| Volo United States Air Force (43-48899)                                                             | Stati Uniti    | 16 marzo     | 1960 | 4       | Amatrice                                                               | [ 124 ] |
| Volo Alitalia Roma                                                                                  | Italia         | 21 dicembre  | 1959 | 2       | Aeroporto di Roma-Ciampino                                             | [ 125 ] |
| Volo Trans World Airlines 891                                                                       | Stati Uniti    | 26 giugno    | 1959 | 69      | Olgiate Olona                                                          | [ 126 ] [ 127 ] |
| Volo Air Charter Brindisi-Australia                                                                 | Regno Unito    | 27 gennaio   | 1959 | 2       | Brindisi                                                               | [ 128 ] |
| Volo Yemen Airlines Roma-Belgrado                                                                   | Yemen          | 3 novembre   | 1958 | 8       | Roccatamburo di Poggiodomo                                             | [ 129 ] |
| Volo British European Airways 142                                                                   | Regno Unito    | 22 ottobre   | 1958 | 31      | Anzio                                                                  | [ 130 ] |
| Volo Gulf Aviation Bahrain-Inghilterra                                                              | Oman           | 19 febbraio  | 1958 | 3       | Monte Scifarello                                                       | [ 131 ] |
| Volo United States Air Force Ramstein-Turchia                                                       | Stati Uniti    | 15 febbraio  | 1958 | 16      | Vesuvio                                                                | [ 132 ] |
| Incidente aereo del monte Giner                                                                     | Italia         | 22 dicembre  | 1956 | 21      | Monte Giner-Ossana                                                     | [ 133 ] [ 134 ] |
| Volo Aeronautica militare statunitense                                                              | Stati Uniti    | 8 gennaio    | 1956 | 7       | Terzigno                                                               | Un aereo militare in atterraggio a Capodichino, cade nel centro abitato di Terzigno uccidendo tre donne e quattro bambini. Il pilota si salvò eiettandosi. |
| Volo Sabena Bruxelles-Roma                                                                          | Belgio         | 13 febbraio  | 1955 | 29      | Monte Terminillo                                                       | [ 136 ] |
| Volo Aeronautica Militare Italiana di due aerei del tipo Lockheed Ventura V dell'87º Gruppo Antisom | Italia         | 6 novembre   | 1954 | 9       | Piana della Catena (territorio di Lentini, Siracusa)                   | [ 137 ] |
| Volo Aeronautica Militare Italiana di un Lockheed PV-2 Harpoon                                      | Italia         | 20 luglio    | 1954 | 4       | Capo Spartivento                                                       | [ 138 ] |
| Volo 201 South African Airways                                                                      | Italia         | 8 aprile     | 1954 | 21      | Stromboli                                                              | [ 139 ] |
| Volo Philippine Airlines Manila-Londra                                                              | Filippine      | 14 gennaio   | 1954 | 16      | Roma                                                                   | [ 140 ] |
| Volo BOAC 781                                                                                       | Regno Unito    | 10 gennaio   | 1954 | 35      | Mar Tirreno-Elba                                                       | [ 141 ] |
| Volo Linee Aeree Italiane Cagliari-Roma                                                             | Italia         | 26 gennaio   | 1953 | 19      | Sinnai                                                                 | [ 142 ] |
| Volo Airwork Yateley-Khartum                                                                        | Regno Unito    | 25 agosto    | 1952 | 7       | Mar Mediterraneo-Trapani                                               | [ 143 ] |
| Volo Hunting Air Travel Nizza-Malta                                                                 | Regno Unito    | 16 febbraio  | 1952 | 34      | Burgio                                                                 | [ 144 ] [ 145 ] |
| Volo Alitalia Parigi-Roma                                                                           | Italia         | 27 gennaio   | 1951 | 14      | Civitavecchia                                                          | [ 146 ] |
| Volo KLM Batavia-Amsterdam                                                                          | Paesi Bassi    | 23 giugno    | 1949 | 33      | Bari                                                                   | [ 147 ] |
| Volo Avio Linee Italiane Lisbona-Torino                                                             | Italia         | 4 maggio     | 1949 | 31      | Superga                                                                | [ 148 ] |
| Volo Pan African Air Charter Atene-Nizza                                                            | Sudafrica      | 31 dicembre  | 1948 | 13      | Monte Argentario                                                       | [ 149 ] |
| Volo Avio Linee Italiane Milano-Bruxelles                                                           | Italia         | 6 dicembre   | 1948 | 7       | Aeroporto di Milano-Linate                                             | [ 150 ] |
| Volo Società Aerea Teseo Firenze-Roma                                                               | Italia         | 20 febbraio  | 1948 | 7       | Collesalvetti                                                          | [ 151 ] |
| Volo United States Air Force Roma-Francoforte                                                       | Stati Uniti    | 28 novembre  | 1947 | 20      | Trappa                                                                 | [ 152 ] |
| Volo AB Trafik-Turist-Transportflyg Catania-Roma                                                    | Svezia         | 18 novembre  | 1947 | 21      | Scala                                                                  | [ 153 ] [ 154 ] |
| Volo Royal Air Force Il Cairo-Roma                                                                  | Regno Unito    | 8 marzo      | 1947 | 13      | Ischia                                                                 | [ 155 ] |
| Volo Corrieri Aerei Militari Roma-Il Cairo                                                          | Italia         | 15 febbraio  | 1947 | 16      | Terracina                                                              | [ 156 ] |
| Volo United States Army Air Force Il Cairo-Roma                                                     | Stati Uniti    | 1º giugno    | 1946 | 30      | Amalfi                                                                 | [ 157 ] |
| Volo United States Army Air Force Atene-Napoli                                                      | Stati Uniti    | 9 novembre   | 1945 | 24      | Aeroporto di Palermo-Boccadifalco                                      | [ 158 ] |
| Volo United States Army Air Force Neubiberg-Nizza                                                   | Stati Uniti    | 30 ottobre   | 1945 | 15      | Cuneo                                                                  | [ 159 ] |
| Volo United States Army Air Force Firenze-Roma                                                      | Stati Uniti    | 2 febbraio   | 1945 | 23      | Montieri                                                               | [ 160 ] |
| Volo Venezia-Taliedo                                                                                | Italia         | 2 agosto     | 1919 | 14      | Verona                                                                 | |